# Pierre de Montesquiou d'Artagnan
Pour les articles homonymes, voir Pierre de Montesquiou.
Pour les autres membres de la famille, voir Maison de Montesquiou.
Pierre de Montesquiou, dit le comte d'Artagnan puis le maréchal d'Artagnan, né en 1640 ou mars 1640 à Bayonne, et mort le 12 août 1725 au Plessis-Picquet, est un militaire français. Mousquetaire du roi, il est élevé au rang de maréchal de France en 1709.

## Biographie
Cousin germain de Charles de Batz de Castelmore, dit d'Artagnan (entre 1611 et 1615-1673) qui inspire à Alexandre Dumas son célèbre personnage de roman, ainsi que de Joseph de Montesquiou d’Artagnan, capitaine des Mousquetaires, Pierre de Montesquiou d’Artagnan naît en 1640/45, quatrième fils d'Henri Ier de Montesquiou, seigneur d'Artagnan et de Tarasteix, et de son épouse Jeanne de Gassion (1606-1685), sœur aînée du maréchal Jean de Gassion (1609-1647). Il a pour frères aînés :
- Raymond de Montesquiou d'Artagnan (1635-?), seigneur de Tarasteix, sous-lieutenant au régiment des Gardes Françaises, marié à Anne de Neys ;
- Henry II de Montesquiou d'Artagnan ( vers.1637-1695), comte d'Artagnan, marié le 18 février 1671 avec Ruth de Fortaner de Montcamp (v.1650-?),
  - Paul de Montesquiou d'Artagnan (1672-1751) épouse le 25 décembre 1751 Anne-Elisabeth Filleul ;
- Antoine de Montesquiou d'Artagnan (vers.1639-1723), seigneur de Tarasteix, capitaine au régiment Grammont, marié le 9 novembre 1676 avec Jeanne d'Arricault. Il est mort en juillet 1723. Le couple a :
  - Antoine de Montesquiou d'Artagnan, (baptisé du prénom de Paul) [Note 1] ,[2].

Après sa naissance suivent :
- Louis de Montesquiou d'Artagnan (1649- vers.1731), dit l'abbé d'Artagnan, abbé de l'abbaye Saint-Jean de Sorde, Arthous, et Mazan[3] ;
- Marie de Montesquiou d'Artagnan (vers 1645-1670), mariée le 16 août 1665 avec Jacques d'Antin, seigneur et baron de Sauveterre. Morte le 12 août 1725.

Pierre de Montesquiou est confié en 1655 aux pères de l'Oratoire qui dirigeaient l'Académie royale de Juilly, il en sort en 1660 pour devenir page du cardinal Mazarin et assister, le 16 août 1660, à l'entrée du roi et de la reine dans Paris.
En 1664, il est page du roi. Il entre comme mousquetaire dans la Première compagnie des mousquetaires du roi. Il sert pendant 23 ans comme mousquetaire aux Gardes françaises. 
Le 1er mars 1672, il épouse à Paris Jeanne Pasdeloup (v.1650-1699)
En 1688, il est promu brigadier, en 1691 maréchal de camp. En 1693, il annonce la victoire de la bataille de Neerwinden à  Louis XIV qui le nomme gouverneur de la ville et citadelle d'Arras. Le 3 janvier 1696, il est nommé lieutenant général de la province d'Artois, avec un régiment d'infanterie qui est réformé à la paix de Ryswick, en 1697.
En 1698, il quitte le régiment des Gardes françaises, le roi lui réservant pensions, entrées et logements au château de Versailles.
En 1699, il achète le château du Plessis-Picquet aux créanciers de Sébastien François de La Planche, trésorier général des Bâtiments, complètement ruiné. Il était en très bons termes avec Madame de Maintenon, ainsi qu'avec le duc du Maine et son épouse Louise Bénédicte de Bourbon, qui avaient pris la succession de Colbert au château de Sceaux.
À la fin de 1699, il part en Flandres avec mission de rentrer dans Mons.

### Second mariage

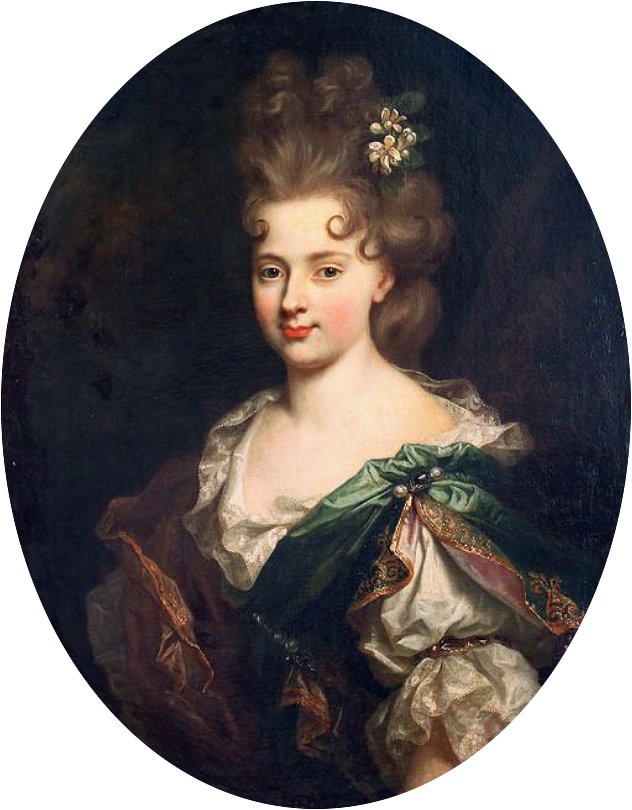
Élisabeth l'Hermite d'Hiéville

Veuf, sans enfant, de Jeanne Pasdeloup, morte en 1699, il épouse en secondes noces, le 23 mars 1700, Élisabeth l'Hermite d'Hieville (vers 1675/79-1766/70), dame de Mesnil-Riant et du Robillard en Auge, fille unique de François Philippe l'Hermite d'Hiéville (mort en juin 1714), Sgr d'Hiéville, de Sainte-Barbe-en-Auge, Montchampet de Mélie, et de Marie-Catherine d'Angennes, son épouse, par devant L. Bodin, curé, en l'église église Sainte-Marie Madeleine du Plessis-Piquet.
Parmi les témoins du mariage sont conviés, entre autres, Louis de France (1661-1711), Dauphin du Viennois, héritier du trône, ses enfants, le duc de Bourgogne et son épouse née Marie-Adélaïde de Savoie, le duc d'Anjou, le duc de Berry, le frère du roi "Monsieur" (Philippe de France), duc d'Orléans, son épouse "Madame", née Elisabeth-Charlotte de Palatinat et leur fils  duc de Chartres
enfin la marquise de Maintenon (épouse secrète du roi).
Le contrat de mariage, resté dans le château, fut retranscrit par Georges Teyssier, gendre du propriétaire de l'époque Louis Hachette, dans un ouvrage qu'il écrivit sur les seigneurs du Plessis en 1885.
Il commande peu après son portait et celui de son épouse au peintre Nicolas de Largillierre (musée des beaux-arts d'Arras).
Le 6 janvier 1701 naît leur fils, Louis de Montesquiou, qui mourra en 1717 et un peu plus tard leur fille, Catherine de Montesquiou, qui meurt à l'âge de deux ans.

### Campagne en Belgique et carrière politique
Pierre de Montesquiou part commander en Brabant en 1702, fait la campagne près de la personne du duc de Bourgogne, reçoit l'ordre de se jeter dans la ville de Namur, menacée par le siège des alliés. Il est de la bataille de Ramillies en 1706 et, en 1708, de la bataille d'Audenarde. Il reçoit l'ordre d'attaquer le fort Rouge sous Gand, qu'il emporte, et se rend maître de Pont-à-Marcq en 1709.
Puis il prend le fort de Warneton, l'épée à la main, faisant 800 prisonniers. Il rejoint ensuite l'armée et commande l'infanterie de l'aile droite à la bataille de Blangies, dite bataille de Malplaquet, à l'issue de laquelle il sauve une grande partie de l'armée française par un repli en bon ordre malgré les attaques incessantes de l'ennemi. Il est lui-même blessé au cours des combats et trois des chevaux qu'il monte sont tués. Il devient maréchal de France par lettres du 20 septembre 1709 sur décision personnelle du roi Louis XIV. Il reçoit l'ordre de rester sur la frontière des Pays-Bas pour y commander pendant l'hiver 1710.
À la suite de sa nomination, il souhaite se faire nommer « maréchal de Montesquiou » mais fait face à la vive opposition du prince de Condé, qui ne souhaite pas qu'on mette à l'honneur le nom de l'assassin de son bisaïeul à la bataille de Jarnac. Quoique devenu le comte de Montesquiou à la mort de son père, il demeure donc connu à la cour sur le nom de « maréchal d'Artagnan ».
Il est gouverneur de Bretagne de 1716 à 1720 durant la Conspiration de Pontcallec. Le 5 juillet 1717, il perd son fils unique, colonel d'infanterie.
En 1721, il entre au Conseil de Régence le 16 juin et, en octobre, devient commandant en Languedoc, Provence et Cévennes.

### Vie civile
Très engagé par des dettes contractées dans les travaux d'aménagements de son château, il obtient, sur l'intervention de Madame de Maintenon, que le roi les lui rembourse, à Marly le 8 février 1709. Le maréchal est par ailleurs, dans les années 1700-1710, le principal acheteur de vin des luxueux domaines de Pierry et de Hautvillers en Champagne.
Sa seconde épouse, "la belle d'Artagnan", fut une familière de la cour de la duchesse du Maine, à qui elle faisait envoyer, par Nicolas de Malézieu, des couplets admiratifs. Elle était chevalière de l'ordre de la Mouche à miel, et fréquemment invitée des salons littéraires et des fêtes des Grandes Nuits de Sceaux.
Le maréchal fit construire la terrasse de l'actuel parc Henri-Sellier, dit aussi parc Hachette, de laquelle on voit le château de Sceaux. Cette terrasse était ornée d'une échauguette ronde sur la demi-lune et comportait un cadran solaire. Il fit également creuser un étang, dont l'eau était si rare que les habitants lui donnèrent le nom de « L'Écoute s'il pleut ». Il fit également aménager une glacière.
Il rédige un testament le 20 septembre 1723 et meurt dans son château du Plessis-Piquet le 12 août 1725. Il est inhumé le 14 août dans l' église Sainte-Marie-Magdeleine du Plessis-Piquet, jouxtant le château. Son épitaphe gravée dans le marbre noir était :

« Cy gist très haut et très puissant Seigneur, Monseigneur Pierre de Montesquiou, comte d'Artagnan, Maréchal de France, Général des Armées du Roy, conseiller du Conseil de Régence, Gouverneur des Villes et Cité et Citadelle d'Arras, Chevalier Commandeur des Ordres de sa Majesté, décédé en son château du Plessis-Piquet le 12 août 1725, à l'âge de 85 ans et 6 mois. Reg in pace »

— Cité par l'abbé Lebœuf dans Histoire de la ville et de tout le diocèse de Paris.
Son tombeau semble avoir disparu à la Révolution française. Une plaque commémorative est posée dans l'église en 1933.
Louis de Gand de Mérode de Montmorency lui succéda comme gouverneur d'Arras et lieutenant général de la province. Il dut cette faveur à Louis de Bourbon-Condé, premier prince du sang, mais il s'engagea préalablement à payer à la veuve de son prédécesseur 40 000 écus et une pension annuelle de 12 000 livres. La veuve de Pierre de Montesquiou, dite la « Belle d'Artagnan », meurt à Paris en 1766.
Le maréchal-comte d'Artagnan n'ayant plus de postérité, c'est son neveu Paul d'Artagnan qui hérite et conserve le Plessis jusqu'en 1751, puis le fils de celui-ci de 1751 à 1755, qui le vend à Pierre Goblet, conseiller du roi, avocat au grenier à sel.

## Fonctions et grades
- 1660 : page du cardinal Mazarin.
- 1661 à la mort de Mazarin : page du roi Louis XIV à sa Petite Écurie.
- 1665 : porte mousquet à Pignerol.
- 1666 : mousquetaire à la Ire Compagnie (mousquetaire gris).
- 1668 : enseigne au régiment des Gardes françaises.
- 1671 : sous-lieutenant au régiment des Gardes françaises.
- 1673 : sous-lieutenance aux Gardes françaises.
- 1674 : nommé aide-major, dont il fit les fonctions aux combats de Senef.
- 1676 : major en l'absence du major du régiment et en vertu d'une commission du roi, ce qui se fit pour la première fois.
- 1678 : il obtient une compagnie aux Gardes françaises, avec ordre de continuer les fonctions de la charge de major.
- 1681 : major en chef après la mort du sieur de Cezan.
- 1683 à 1688 : major-général de l'Armée.
- 1689 : brigadier d'Armée.
- 1691 : maréchal de camp.
- 1693 : gouverneur de la ville et citadelle d'Arras ; lieutenant général de la province d'Artois, avec un régiment d'infanterie reformé à la suite du traité de Ryswick.
- 3 janvier 1696 : lieutenant général des armées et directeur général de l'infanterie en Flandres et dans les Pays-Bas.
- 22 janvier 1697 : colonel du régiment d'Artagnan
- 1698 : il quitte le régiment des Gardes françaises.
- 1702 : commande en Brabant auprès du duc de Bourgogne.
- 1704 : commande pendant l'hiver dans le pays de Sambre et Meuse.
- 1706-1708 : commande l'infanterie à Ramillies et Oudenarde.
- 1710 : commande sur la frontière des Pays-Bas.
- 1716 à 1720 : gouverneur de Bretagne.
- 16 juin 1721 : membre du Conseil de Régence.
- octobre 1721 : gouverneur du Languedoc.

## Campagnes militaires et faits d'armes
- 1665 : Pignerol.
- 1667 : guerre contre l'évêque de Munster en Hollande.
- 1667 : siège de Tournai
- 1668 : sièges de Douai, Lille et Besançon.
- 1672 : expédition de Hollande aux côtés du roi.
- 1674 : combats de Senef.
- 1676 : sièges de Condé, Bouchain, Valenciennes, Cambrai et Saint-Omer.
- 1677 : bataille de Cassel.
- 1678 : sièges de Gand et Ypres.
- 1682 : envoyé par Louis XIV dans toutes les places du royaume pour faire observer par l'infanterie un exercice uniforme que le roi avait lui-même réglé.
- 1688 : guerre de la Ligue d'Augsbourg.
- 1689 : Cherbourg, menacé par le siège du prince d'Orange.
- 1690 : bataille de Fleurus.
- 1691 : siège de Mons.
- 1692 : siège de Namur.
- 1692 : bataille de Steinkerque à Steenkerque, le 3 août 1692.
- 1693 : bataille de Nerwinde, dont il apporta la nouvelle au roi qui lui donna le gouvernement de la ville et citadelle d'Arras.
- 1699 : entre dans Mons au même moment que les troupes françaises, de concert avec la régence d'Espagne qui entre dans les autres places des Pays-Bas.
- 1702 : guerre du Brabant.
- 1705 : mis en place dans Louvain, après que les ennemis eurent forcé les lignes du Brabant. Il emporta l'épée à la main la ville de Diest où il y avait quatre bataillons et quatre escadrons, et fit la garnison prisonnière de guerre.
- 1706 : bataille de Ramillies.
- 1708 : bataille d'Oudenarde.
- 1708 : il se rend maître de Pont-à-Marcq, après avoir pris le fort Rouge sous Gand.
- 11 septembre 1709 : bataille de Malplaquet.
- 1709 : il fait camper un corps de troupes vers la Bassée et est détaché pour attaquer le fort de Warneton sur la Lys, qu'il emporte l'épée à la main et où il fait 800 prisonniers.
- 1710 : à la frontière des Pays-Bas.
- 1711 : en Flandres avec le maréchal de Villars.
- décembre 1711 : il rompt les digues et les écluses de l'Escaut à la vue des garnisons des places conquises par l'ennemi, rendant la navigation impraticable pour tout l'hiver.
- 1712 : bataille de Flandres, bataille de Denain, bataille de Marchiennes, bataille de Douai, dont il fit le siège.
- 1713 : bataille du Quesnoy, bataille de Bouchain.

## Armoiries et devise
- « D'or à deux tourteaux de gueules, l'un sur l'autre en pal »
- « Deo duce et fero comite » (« Dieu pour maître et l'épée pour compagne »)

## Iconographie
- Nicolas de Largillierre, Portrait de Pierre de Montesquiou, huile sur toile, musée des beaux-arts d'Arras.
- Sophie Bresson-Rochard (1810-apr.1842), Portrait de Pierre de Montesquiou d'Artagnan, 1834, huile sur toile, 71 × 55 cm, musée national des châteaux de Versailles et de Trianon.
- Portrait de la maréchale d'Artagnan et son page par un suiveur de Hyacinthe Rigaud 130 × 98 cm, huile sur toile vente aux enchères Versailles 10 mars 2019